# Martin Hannett
Martin Hannett (31. května 1948 – 10. dubna 1991) byl anglický hudebník a hudební producent. Svou kariéru zahájil jako baskytarista ve skupině Spider Mike King a později působil v několika dalších skupinách. V roce 1979 začal spolupracovat se skupinou Joy Division; produkoval její alba Unknown Pleasures a Closer. V roce 1982 produkoval singl zpěvačky Nico obsahující písně „Procession“ a „All Tomorrow's Parties“. Spolupracoval s mnoha dalšími skupinami, mezi které patří například New Order, The Stone Roses nebo Happy Mondays.